# John Hagee
John Hagee (nacido el 12 de abril de 1940) es el fundador y el pastor emérito de la Iglesia Cornerstone, una mega-iglesia evangélica no denominacional ubicada en San Antonio, Texas. El pastor Hagee es también el presidente de la corporación Global Evangelism Television (GETV). 

## Biografía
Estudió en la Universidad de las Asambleas de Dios Suroccidentales en Waxahachie, Texas, y recibió una Licenciatura en Ciencias, y luego estudió en Universidad de la Trinidad (Texas) y obtuvo una segunda Licenciatura en Ciencias. También estudió administración educativa en la Universidad del Norte de Texas y obtuvo una maestría en 1966.
Fundó Trinity Church en San Antonio (Texas) en 1966, una segunda Trinity Church en 1975 y Cornerstone Church en 1975.  La iglesia ha adoptado creencias pentecostales fundamentalistas.
John Hagee fue el fundador y el presidente nacional de la organización cristiana sionista Cristianos Unidos por Israel (CUFI), que fue incorporada el 7 de febrero de 2006.
John Hagee apoya públicamente al Estado de Israel, y se reunió con el ex-Primer ministro de Israel, Menájem Beguín. El pastor Hagee ha sido criticado por sus comentarios negativos sobre el Islam, el catolicismo y el judaísmo.

## Vistas

### LGBT
En 2006, afirmó que el huracán Katrina fue el castigo de Dios por un desfile del orgullo planeado.

### Catolicismo
Hagee afirmó que el antisemitismo de Adolf Hitler se derivaba especialmente de su origen católico, y también afirmó que Hitler era "un líder espiritual de la Iglesia Católica",además de afirmar que la Iglesia Católica, bajo el papa Pío XII, alentó el nazismo.Hagee también culpó a la Iglesia Católica de instigar la Edad Oscura, alegando que permitió a los cruzados violar y asesinar con impunidad.William Donohue, presidente de la Liga Católica por los Derechos Civiles y Religiosos, rechazó los comentarios y las explicaciones de Hagee al respecto. El 12 de mayo de 2008, tras conversaciones con Donohue y otros líderes católicos, Hagee emitió una carta de disculpa, expresando su pesar por "cualquier comentario que los católicos hayan considerado hiriente".La disculpa fue aceptada por William Donohue.

### Pueblo judío
Hagee ha declarado que cree que la Biblia ordena a los cristianos apoyar al Estado de Israel.
El rabino reformista Eric Yoffie criticó a Hagee por ser "extremista" en la política israelí y por menospreciar otras religiones.
Hagee ha afirmado que Adolf Hitler nació de un linaje de "judíos mestizos, malditos y genocidas asesinos".Citando material de la tradición judía, afirmó que la persecución de los judíos a lo largo de la historia, incluyendo implícitamente el Holocausto, se debió a la desobediencia del pueblo judío a Dios.
En 2008, Hagee afirmó que el anticristo sería "homosexual" y "parcialmente judío, como lo fue Adolf Hitler"y también afirmó que una referencia en Jeremías 16:16 a "pescadores" y "cazadores" era un símbolo de motivación positiva (Herzl/sionismo) y motivación negativa (Hitler/nazismo) respectivamente, ambos hombres fueron enviados por Dios con el propósito de que los judíos regresaran a Israel, y sugirió que el Holocausto fue querido por Dios porque la mayoría de los judíos "ignoraron" a Herzl.

### Islam
Hagee ha hecho comentarios demonizadores sobre el islam.Hagee ha afirmado que «el islam no solo consiente la violencia, sino que la ordena».También ha afirmado que existe un contraste entre la «naturaleza violenta» del islam y la «naturaleza amorosa» del cristianismo,y que el Corán enseña, y los musulmanes tienen el mandato, de matar a judíos y cristianos.

### Profecía de la luna de sangre
Hagee, junto con Mark Biltz, formuló la profecía de la luna de sangre, que promovieron en un libro de 2013. Ambos afirmaron que una tétrada que comenzó con el eclipse lunar de abril de 2014 era una señal del fin de los tiempos, tal como se describe en la Biblia, y que la tétrada finalizó con el eclipse lunar del 27 al 28 de septiembre de 2015.La predicción fue criticada por los científicos.

### Calentamiento global
En 2007, Hagee declaró que no cree en el calentamiento global, contradiciendo el consenso científico sobre el cambio climático, y también dijo que ve el Protocolo de Kioto como una "conspiración" destinada a manipular la economía estadounidense.